# 希望の唄/風
「希望の唄/風」（きぼうのうた/かぜ）は、日本のJ-POPグループFUNKY MONKEY BABYSの9枚目のシングルである。
この曲が主題歌として使われている映画『ラブファイト』の主演の北乃きいがジャケットに起用され、PVでは落合扶樹と共演している。

## 収録曲
1. 希望の唄
2. 風
フジテレビ系『めざましどようび』テーマソング。
3. ぼくはサンタクロース（DJケミカル & Floor on the Intelligence remix）
日本テレビ系『ズームイン!!SUPER』クリスマステーマ。
4. 希望の唄（instrumental）
5. 風（instrumental）

- CD EXTRAとして、「希望の唄」のPVを収録。

## タイアップ
- 東映配給映画『ラブファイト』主題歌（M-1）
- フジテレビ『めざましどようび』テーマソング（M-2）
- 日本テレビ『ズームイン!!SUPER』クリスマステーマ（M-3）

## カバー
- Ra Moosh（2009年のアルバム『太陽の砂まくら〜Resort Cafe〜』に収録）